# Cristian Gamboa
Cristian Esteban Gamboa Luna (født d. 24. oktober 1989) er en costaricansk professionel fodboldspiller, som spiller for Bundesliga-klubben VfL Bochum og Costa Ricas landshold.

## Klubkarriere

### Municipal Liberia
Gamboa begyndte sin karriere med sin lokalklub Municipal Liberia, hvor han gjorde sin førsteholdsdebut i 2006.

### Fredrikstad
Han skiftede som 19-årig i sommeren 2010 til norsk fodbold da han skrev kontrakt med Fredrikstad Fotballklubb.

### FC København
Gamboa skiftede i august 2011 til F.C. København på en 4-årig aftale. Han debuterede den 15. december samme år, da han spillede hele kampen i klubbens 0-1 nederlag mod Standard Liège i UEFA Europa League.

### Rosenborg
Gamboa havde i efteråret 2012 ikke udsigt til fast spilletid, og han blev 23. august udlejet for resten af året til den norske tippeliga-klub Rosenborg BK. Den 3. november 2012 offentliggjorde FCK, at klubben havde solgt Gamboa til Rosenborg.

### West Bromwich Albion
Gamboa skiftede i august 2014 til West Bromwich Albion. Det lykkedes dog ham aldrig at etablere sig i England, og han spillede kun 11 ligakampe i hans 2 sæsoner i klubben.

### Celtic
Gamboa skiftede i august 2016 til Celtic i Skotland.

### Bochum
Gamboa skiftede i august 2019 til VfL Bochum.

## Landsholdskarriere
Gamboa gjorde sin debut for Costa Ricas landshold den 27. januar 2010.

## Titler
Municipal Liberia
- Primera División de Costa Rica: 1 (Clausura 2009)

FC København
- DBU Pokalen: 1 (2011-12)

Celtic
- Scottish Premiership: 2 (2016-17, 2017-18)
- Scottish League Cup: 2 (2016-17, 2018-19)
- Scottish Cup: 1 (2016-17)

VfL Bochum
- 2. Bundesliga: 1 (2020-21)